# 김지은 (수영 선수)
김지은(1983년 8월 19일~ ) 은 대한민국의 장애인 올림픽 대표 수영선수이다. 대연정보고등학교를 졸업하고 신라대학교 대학원에서 체육학 재학 중이다. 김지은은 선천적 뇌병변 장애로 인해 보행에 불편을 겪고 있는 지체장애인이다.

## 수상 경력
수상내역은 다음과 같다.
- 2006년 대구 전국장애인수영대회 2관왕
- 수원 전국 장애인수영대회 2관왕
- 제26회 울산 전국장애인체육대회 4관왕
- 2007년 수원 전국장애인수영대회 2관왕 최우수선수상
- 오사카 IPC 페럴림픽 수영 챔피언 3관왕
- 제27회 김천전국장애인체육대회 3관왕
- 서울전국장애인수영대회 2관왕 최우수선수상
- 2010년 전국장애인체육대회 여자 수영 정식종목 5관왕
- 2010 제30회 전국장애인체육대회 MVP
- 2010 제10회 광저우 아시안패러게임 여자 수영 S8 자유형 100m 동메달